# ミニドカ国立歴史地区

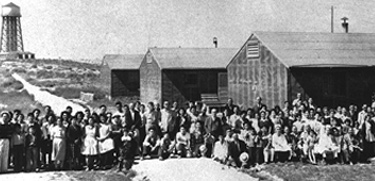
ミニドカ移住センター

ミニドカ国立歴史地区（Minidoka National Historic Site）は、 アメリカ合衆国アイダホ州ジェローム郡にあった、ミニドカ移住センター（ミニドカ収容所、Minidoka War Relocation Center、1942-1945年運用 ）を記念するアメリカ合衆国国立歴史地区（National Historic Site）。日系人の間では「峯土香」の表記が当てられる事もあった。

## ミニドカ収容センター被抑留者
- モンタナ・ジョー (Ken Eto) - ギャングスター。
- ジョン・オカダ - 作家。代表作『ノー・ノー・ボーイ』[2]。
- 北川三夫 (Joseph Mitsuo Kitagawa) - 宗教学者。
- モニカ・ソネ（英語版） - 作家。
- ポール・チハラ（英語版） - 作曲家 。
- ジョージ・ナカシマ - 家具デザイナー。
- ウィリアム・K・ナカムラ - アメリカ陸軍第442連隊戦闘団上等兵、名誉勲章受章者。
- ジョン・マツダイラ - 画家。
- ミノル・ヤスイ - 弁護士、人権擁護活動家。
- 山下宅治 - 公民権運動家。
- ミツエ・ヤマダ - 作家、大学教員、人権擁護活動家。代表作『収容所ノート』[3]。
- ジェームズ・サカモト（英語版） - 新聞編集者、ボクシング選手。

## 参照
1. ↑  http://www.nps.gov/history/history/online_books/nps/nps/part2.htm#miin Minidoka National Historic Site
2. ↑  ジョン・オカダ『ノー・ノー・ボーイ』川井龍介訳、旬報社、2016年。
3. ↑  『収容所ノート ― ミツエ・ヤマダ作品集』石幡直樹、森正樹共訳、松柏社、2004年。